# ТЭ136
ТЭ136 — опытная серия советских магистральных тепловозов, предназначенных для вождения грузовых поездов. 
В 1984 году ПО «Ворошиловградтепловоз» по проекту конструкторского бюро завода, под руководством главного конструктора завода С. П. Филонова, был построен односекционный восьмиосный тепловоз ТЭ136-0001. Тепловоз имел две кабины, две четырёхосные тележки, тяговую передачу переменно-постоянного тока, дизель тепловоза имел мощность 6000 л. с.. Также был изготовлен двухсекционный тепловоз 2ТЭ136.

## Конструкция

Двухсекционный тепловоз 2ТЭ136-0001

В конструкции тепловоза ТЭ136 были применены принципиально новые решения: система воздушного пуска дизеля, четырёхосная сочлененная тележка с низкорасположенным шкворнем, охлаждение наддувочного воздуха дизеля в воздухо-воздушных охладителях.
Кузов тепловоза несущей конструкции с двумя кабинами установлен на двух четырёхосных тележках, каждая из которых состоит из двух двухосных бесчелюстных тележек, шарнирно сочленëнных между собой низкорасположенной балкой-балансиром; посередине этой балки находится гнездо для шкворневого узла. Тележки – 4-осные, бесчелюстные с двухступенчатым рессорным подвешиванием. Это повышает тяговые качества тепловоза. Диаметр колëс тележек 1250 мм. 
Тяговые электродвигатели ЭД-126 (такие же, как на тепловозах 2ТЭ121) установлены на рамах тележек. Передаточное число редукторов 95:22=4,32. Длина тепловоза по осям автосцепок 24 750 мм.
На тепловозе установлен дизель-генератор 1-20ДГ, состоящий из дизеля 1-1Д49 (20ЧН26/26) и тягового агрегата А-716, смонтированных в одном на общей поддизельной раме. Тяговый агрегат состоит из тягового и вспомогательного генераторов с принудительной вентиляцией. На агрегате укреплена выпрямительная установка. Тяговый генератор имеет активную мощность 4000 кВт, линейное напряжение 670/394 В, действующее значение линейного тока 2•1759/2•3160 А. Масса дизель-генераторного агрегата 36 500 кг. 
От вспомогательного генератора обеспечивается питание цепей собственных нужд тепловоза. Коленчатый вал дизеля с ротором тягового агрегата соединён пластинчатой муфтой. Тепловоз оборудован электрическим тормозом.  
Дизель четырёхтактный, двадцатицилиндровый с V-образным расположением цилиндров, имеет двухступенчатую систему наддува и охлаждение наддувочного воздуха после каждой ступени. Блок дизеля выполнен с плоским разъёмом подшипникового узла. Стальной коленчатый вал имеет противовесы на каждой щеке. Пуск дизеля осуществляется сжатым до давления 90 кгс/см² воздухом, для чего служит компрессор с электрическим приводом. При частоте вращения вала 1000 об/мин дизель развивает номинальную мощность 6000 л.с. (4412 кВт); расход топлива при этом составляет 158 – 166 г/(э.л.с ч). Масса сухого дизеля 22 600 кг.
Система охлаждения тепловоза трёхконтурная. Охлаждение электрооборудования осуществляется централизованным воздухоснабжением.

## Выпуск
Данные по выпуску тепловозов ТЭ136 по годам приведены в таблице:
| Год выпуска | Модель | Количество | Номера |
| ----------- | ------ | ---------- | ------ |
| 1984        | ТЭ136  | 1          | 0001   |
| 1985        | ТЭ136  | 1          | 0002   |
| 1992        | 2ТЭ136 | 1          | 0001   |

## История тепловоза
Построенный в 1984 году тепловоз ТЭ136-0001 совершил пробные поездки на Донецкой железной дороге, после чего проходил испытания на экспериментальном кольце ВНИИЖТ в Щербинке, участвовал в нескольких выставках.
Позднее заводом был изготовлен тепловоз ТЭ136-0002, но он так и не был передан в опытную эксплуатацию. На этом тепловозе были опробованы тележки с бегунковыми колёсными парами.
В 1992 году Ворошиловградский завод изготовил тепловоз 2ТЭ136-0001. Опытные поездки тепловоза, выполнявшиеся в депо им. М. Горького Приволжской железной дороги, закончились пожаром в кабине машиниста. Тепловоз так и не был восстановлен после пожара. Долгое время тепловоз простаивал на путях испытательного кольца ВНИИЖТ. В 1996 году по приказу МПС тепловоз был передан в Хабаровский институт инженеров железнодорожного транспорта. Основное оборудование уцелевшей в пожаре секции, включая 20-цилиндровую модификацию дизеля Д49, установлено в лаборатории и используется как учебное пособие по настоящий день (2018 год).
В 1997 году уникальные опытные тепловозы были проданы на металлолом (вместе с тепловозом ТЭ127) и разрезаны на территории, принадлежавшей фирме «Вольмета» в городе Дукштас (Литва): ТЭ136-001 в мае  и ТЭ136-002 в июне.